# Football Club Progrès Niederkorn (féminines)
Maillots
Le FC Progrès Niederkorn est un club de football féminin situé au Luxembourg à Niederkorn (commune de Differdange). C'est le club luxembourgeois féminin le plus titré avec 16 titres qui détient aussi le record de 7 titres consécutifs.

## Palmarès
- Championnat du Luxembourg de football féminin (16) : 1975 - 1977 - 1978 - 1985 - 1986 - 1987 - 1988 - 1989 - 1999 - 2000 - 2001 - 2002 - 2003 - 2004 - 2005 - 2011
- Coupe du Luxembourg de football féminin (2) : 2002 - 2003
- Finaliste de la Coupe du Luxembourg de football féminin (2) : 2004 - 2005
- Doublé Championnat-Coupe (2) : 2002 - 2003

## Identité Visuelle

Ancien logo.
Logo actuel.